# Паршув
Паршув (пол. Parszów) — село в Польщі, у гміні Вонхоцьк Стараховицького повіту Свентокшиського воєводства.
Населення — 1580 осіб (2011).
У 1975-1998 роках село належало до Келецького воєводства.

## Демографія
Демографічна структура на день 31 березня 2011 року:
|          | Загалом | Допрацездатний вік | Працездатний вік | Постпрацездатний вік |
| -------- | ------- | ------------------ | ---------------- | -------------------- |
| Чоловіки | 756     | 141                | 505              | 110                  |
| Жінки    | 824     | 142                | 439              | 243                  |
| Разом    | 1580    | 283                | 944              | 353                  |